# SERT–1
SERT–1 amerikai tudományos műhold.

## Küldetés
Kétféle ion-motor tesztelése mikrogravitációs környezetben.

## Jellemzői
Tervezte, építette és üzemeltette a NASA Lewis Research Center.
Megnevezései: SERT–1; Space Electric Rocket Test (SERT–1).
1964. július 20-án a Wallops Islandból (Virginia), az LA–3A (LC–Launch Complex) jelű indítóállványról egy Scout X–4 (S124R)  állították alacsony Föld körüli pályára (LEO = Low-Earth Orbit). Szuborbitális pályán 4002 kilométer magasságig az 50 perces repülési időből 31 percet és 16 másodpercet üzemelt. Az 5,3 kilogramm tömegű, 8 centiméteres higanygőzzel üzemelő elektrosztatikus hajtómű 0,6 kW leadásával 5,6 mN tolóerőt fejtett ki,  többször ki-bekapcsolták. A céziummal működő második ion-motor elektromos rövidzárlat miatt nem indult el. A működéshez szükséges energiát kémiai akkumulátorok biztosították. Az első sikeres tesz ion-motor alkalmazásával.
1964. július 20-án belépett a légkörbe és megsemmisült.